# Ian Hacking
Ian Hacking   (Vancouver, 18 de febrer de 1936 - Toronto, 10 de maig de 2023) era un filòsof i historiador de la Ciència canadenc, guanyador del premi Holberg l'any 2009. Les seues contribucions van ser particularment rellevants a l'àmbit de la Filosofia del Llenguatge i la Teoria de la Probabilitat. És considerat un dels principals filòsofs de l'actualitat per l'originalitat i innovació que caracteritza la seua trajectòria acadèmica.
Hacking va estudiar Matemàtiques i Física a la Universitat de Colúmbia Britànica, on es va graduar l'any 1956. Més tard, va començar una segona llicenciatura en Ciències de la Moral a la Universitat de Cambridge, on va continuar els seus estudis fins a obtenir el doctorat en la mateixa disciplina l'any 1962, sota la tutela de Casimiro de Lewy. Fou professor de Filosofia en nombroses universitats nord-americanes, com Princeton i Stanford, i britàniques, com Cambridge i Oxford. Va retornar al Canadà l'any 1982, on es va unir a l'Institut d'Història i Filosofia de la Ciència i Tecnologia de la Universitat de Toronto. Durant sis anys (2000-2006) fou catedràtic de Filosofia i Història dels conceptes científics al Col·legi de França i va exercir com a professor de Filosofia a la Universitat de Toronto. A més, és membre de la Acadèmia Britànica, de la Acadèmia Americana de les Arts i de les Ciències, i de la Societat Reial del Canadà. Va publicar 14 llibres d'assaig i més de 220 articles adreçats tant a una audiència especialitzada com no especialitzada.
D'entre les seues obres, descata La Domesticació de l'Atzar (1990), que és considerada per The Modern Library com un dels millors llibres d'assaig del segle xx. L'any 2014, Hacking va ser guardonat amb el premi internacional Balzan prize, que reconeix les iniciatives més meritòries a l'àmbit de la Literatura, les Ciències de la Moral i les Arts, la Física, la Medicina i les Ciències Matemàtiques i Naturals.